# Ved Buens Ende
Ved Buens Ende (stilizirano Ved Buens Ende...) je norveški avangardni black metal-sastav osnovan 1993. godine u Oslu. Zvuk grupe je raznolik, spajajući tiše instrumentalne jazz dionice s agresivnim black metal blast beatovima i vokalima. Ved Buens Ende u prijevodu s norveškog jezika znači "Na kraju duge", referirajući se na dugu iz nordijske mitologije pod imenom Bifrost.

## Povijest

### Rani dani,Written in Watersi prvi raspad sastava (1993. – 2000.)
Ved Buens Ende je 1993. godine pod imenom Manes osnovao gitarist Yusaf "Vicotnik" Parvez. Sastavu su se naknadno pridružili bubnjar i pjevač Carl-Michael Eide te basist Skoll. Navedeni su izvođači već tada bili aktivni članovi norveške black metal scene, pošto je Eide, koji se u to vrijeme služio pseudonimima "Aggressor" i "Exhurtum", svirao u grupama Satyricon i Ulver, dok je Skoll bio član grupa Ulver i Fimbulwinter. Nakon što je 1994. godine objavio demouradak Those Who Caress the Pale, sastav je potpisao glazbeni ugovor s britanskom diskografskom kućom Misanthropy Records. Grupa je 1995. godine objavila svoj prvi i jedini album Written in Waters; na albumu se kao gostujuća pjevačica pojavila Lill Kathrine Stensrud koja je gostovala i na debitantskom Ulverovom albumu Bergtatt – Et Eeventyr i 5 Capitler. Nakon objave albuma sastav je otišao na turneju po Ujedinjenom Kraljevstvu kao podrška skupini Impaled Nazarene te su mu se kao koncertni članovi pridružili pjevač Simen "ICS Vortex" Hestnæs te klavijaturist grupe Arcturus, Steinar Sverd Johnsen.
Unatoč dobrim kritikama, Ved Buens Ende se razišao 1997. godine. Demo i debitantski album su poimence bili ponovno objavljeni 1997. i 2002. godine te su ih krasili novi omoti. Članovi grupe ostali su aktivni na glazbenoj sceni; Eide, ovoga se puta koristeći pseudonimom Czral, ostao je članom grupe Aura Noir te je 2000. godine osnovao sastav Virus koji je nastavio glazbeni stil Ved Buens Endea; Vicotnik je nastavio svoj rad u Dødheimsgardu (grupi koju je osnovao još 1994. godine), dok se Skoll pridružio sastavu Arcturus.

### Ponovno okupljanje i konačni raspad sastava (2001. – 2007.)
Eide je u ožujku 2005. godine pao s petog kata zgrade te su mu zbog nezgode noge ostale paralizirane, zbog čega više nije bio u stanju svirati bubnjeve. Ved Buens Ende se ponovno okupio u travnju 2006. te su se grupi pridružili bubnjar Einar "Necrodevil" Sjursø iz skupine Infernö i basist Petter "Plenum" Berntsen iz skupine Virus. Grupa je najavila kako je u procesu snimanja novog albuma, no već se u veljači 2007. godine ponovno razišla.

## Glazbeni stil i tekstovi pjesama
Glazba Ved Buens Endea je bila unikatna zbog mješavine mnogih glazbenih elemenata neuobičajenih za heavy metal glazbu, kao što su atonalitetnost i disonantnost; u pogledu žanra, grupa je spajala black metal s utjecajima post-rocka te džezističkim stilom sviranja bubnjeva i bas-gitare. Stil pjevanja također je bio raznolik zbog Eideovog pjevušećeg vokalnog stila te Vicotnikovih vriskova. Sastav je, prema riječima Vercingentórixe, urednice časopisa Rites of Eleusis, činila "unikatna, jeziva, avangardistička, nostalgična glazba s poetskim i astralnim tekstovima" za koje se čini kao da su došli iz druge dimenzije. Prema Diamandi iz Misanthropy Recordsa, sastav nema puno veze s black metalom, već je nadišao svaku kategorizaciju, no MusicMight je zaključio upravo suprotno - da je u sastavu uvelike prisutan prizvuk black metala. Sonderkig je opisao tekstove "depresivnim i vizionarskim". Eide je izjavio da je tada bio na rubu svojeg duševnog zdravlja te da ne vjeruje da bi ikada više mogao pisati takve tekstove; komentirao je kako su njegovi današnji tekstovi više bazirani na promišljanjima i promatranjima, ali da tama još uvijek prolazi kroz njih.

## Članovi sastava
| Konačna postava - Skoll – bas-gitara, klavijature (1994. – 1997., 2019. – danas) - Carl-Michael Eide – bubnjevi (1994. – 1997., 2019. – danas), vokali, gitara (1994. – 1997., 2006. – 2007., 2019. – danas) - Yusaf "Vicotnik" Parvez – grubi vokali, gitara (1994. – 1997., 2006. – 2007., 2019. – danas) | Bivši članovi - Morgaine – bas-gitara (1993. – 1994.) - Thamuz – prateći vokali, programiranje bubnjeva (1993. – 1994.) - Petter "Plenum" Berntsen – bas-gitara (2006. – 2007.) - Einar Sjursø – bubnjevi (2006. – 2007.) | Koncertni članovi - ICS Vortex – vokali (1995.) - Steinar "Sverd" Johnsen – klavijature (1995.) |

## Diskografija
Studijski albumi
- Written in Waters (1995.)

Demo uradci
- Those Who Caress the Pale (1994.)